# کامنیاک (استان بورگاس)
کامنیاک (به بلغاری: Kamenyak) یک منطقهٔ مسکونی در بلغارستان است که در Ruen واقع شده‌است.